# Açude Pedras Brancas
Açude Pedras Brancas é um açude brasileiro no estado do Ceará, localizado a 37 km de Quixadá.
Está construído no leito do Rio Sitiá, que faz parte da bacia hidrográfica do Rio Banabuiú. Foi construído entre os anos de 1969 e 1978. as obras foram realizadas pelo Departamento Nacional de Obras contra as Secas - DNOCS.
A construção da barragem causou a inundação a vila do distrito de Tapuiará (Fortaleza) era Quixadá, por este motivo a vila foi reconstruída em outro local.
Possui a capacidade de 434.051.500 m³.

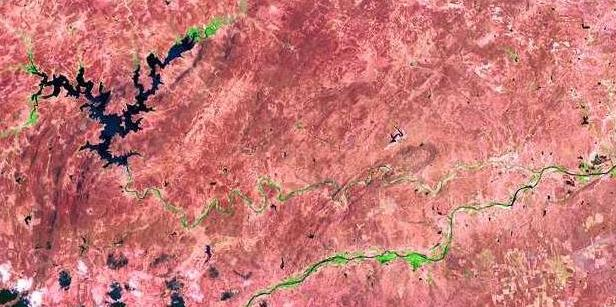
Foto de satélite do Açude Pedras Brancas durante a estação seca. Na mesma foto é possível visualizar os rios Sitiá e Banabuiú.